# Cantó de Versalles-2
El cantó de Versalles-2 és un cantó francès del departament d'Yvelines, situat al districte de Versalles. Creat amb la reorganització cantonal del 2015.

## Municipis
- Buc
- Jouy-en-Josas
- Les Loges-en-Josas
- Vélizy-Villacoublay
- Versalles (en part)
- Viroflay